# Banguessom (Guiba)
Pour les articles homonymes, voir Banguessom.
Banguessom est une commune rurale située dans le département de Guiba de la province du Zoundwéogo dans la région Centre-Sud au Burkina Faso.

## Géographie
Banguessom est localisé à 4 km au nord-ouest de Guiba et à 12 km au nord-ouest du centre de Manga. Le village est situé à 2,5 km au nord de la route nationale 17.

## Santé et éducation
Le centre de soins le plus proche de Banguessom est le centre de santé et de promotion sociale (CSPS) de Guiba tandis que le centre médical (CMA) le plus proche se trouve à Manga.
Banguessom possède une école primaire publique.